# Krausnick-Groß Wasserburg
Krausnick-Groß Wasserburg (dolnołuż. Kšušwica-Wódowy Grod) – gmina w Niemczech w kraju związkowym Brandenburgia, w powiecie Dahme-Spreewald, wchodzi w skład urzędu Unterspreewald. Do 31 grudnia 2012 wchodziła w skład urzędu Unterspreewald.